# Ellen Kortsen
Ellen Kortsen gift Petersen er tidligere en dansk atlet medlem af Frederiksberg IF.

## Nordiske mesterskaber
- Guld 1965 Spydkast 47,72

## Danske mesterskaber
- Guld 1971 Danmarksturneringen
- Bronze 1970 Spydkast 41,48
- Guld 1970 Danmarksturneringen
- Guld 1968 Spydkast 44,00
- Guld 1968 Danmarksturneringen
- Guld 1967 Spydkast 43,57
- Sølv 1966 Spydkast 42,60
- Guld 1965 Spydkast 44,98
- Sølv 1964 Spydkast 41,93
- Guld 1963 Spydkast	43,50
- Sølv 1962 Spydkast 39,61
- Sølv 1961 Spydkast 41,39
- Bronze 1960 Spydkast 37,31
- Bronze 1958 Spydkast 41,58
- Bronze 1957 Spydkast 35,69

## Personlige rekord
- Spydkast: